# Empogona concolor
Empogona concolor là một loài thực vật có hoa trong họ Thiến thảo. Loài này được (N.Hallé) Tosh & Robbr. mô tả khoa học đầu tiên năm 2009.